# 白地山
白地山（しろじやま）は、秋田県鹿角郡小坂町にある山である。四郎治の岳（南部）、芦柄岳（津軽）ともいう。蘆柄岳、よしがらの嶽とも書くが、白地山は当て字である。

## 概要
標高1,034.0m。十和田湖の西岸に位置し、湖を取り囲む外輪山の一つである。
山頂付近には標高約1000mの細長い「白地湿地帯」が西北から東南に広がり、キンコウカ、ワタスゲ、ヒメシャクナゲ、ミズゴケ、モウセンゴケ、ノガリヤス、ミネカエデ、ミヤマハンノキ、ミヤマヤナギ、アカミノイヌツゲ、アオジクスノキ、ウラジオヨウラク、オヤマリンドウ、ミズギボウシ、エゾシオガマ、ウメバチソウ、ミズギク、イワイチョウ、ゴゼンタチバナ、アカモノ、コバイケイ、ミツバオウレン、ツルコケモモ、マンネンスギ、ミヤマヒゲカズラなど約20数種類の高山植物が自生している。多くの植物の花期は、6月末から7月一杯程度である。
一帯は濃霧の発生する所としても知られている。
秋田県側の鉛山峠（樹海ライン（秋田県道2号大館十和田湖線）沿線）や大川岱（国道454号沿線）から登山路が設けられており、山頂から登山道を東へ約1.5km移動した辺りでは、湖の眺望が開けている。
大鰐温泉方面から十和田湖に移動する者は、昔は徒歩でこの山を越えていた。この山を「白地峠」と言い、別名「四郎治峠」と言った。

## 観光
東側山麓には大川岱集落があり、十和田湖に接している。
湖畔には東北自然歩道のほか、
和井内神社、十和田ふるさとセンター、十和田プリンスホテルなどもあり、観光地として賑わっている。

## 近くの山
- 岩岳
- 鉛山